# Senna baccarinii
Senna baccarinii là một loài thực vật có hoa trong họ Đậu. Loài này được (Chiov.) Lock miêu tả khoa học đầu tiên.